# Trent Sieg
Trent Sieg (Greeley, 19 maggio 1995) è un giocatore di football americano statunitense che milita nel ruolo di long snapper per i Dallas Cowboys della National Football League (NFL). Al college ha giocato per l'Università Statale del Colorado.

## Carriera universitaria
Sieg ha cominciato a giocare a football come tight end alla Eaton High School per poi iscriversi nel 2013 all'Università Statale del Colorado (CSU) con i Rams impegnati nella Mountain West Conference (MW) della Divisione I della Football Bowl Subdivision (FBS) della NCAA.
Nel 2013 fu redshirt quindi si allenava con la squadra senza giocare le gare ufficiali, poi dal 2014 entrò in squadra come long snapper giocando fino al 2017 tutte le partite disputate dai Rams.
| Stagione | Stagione | Stagione   | Stagione   | Stagione | Difesa   | Difesa   | Difesa   |
| Anno     | Squadra  | Campionato | Conference | P        | T. tot.  | T. sol.  | T. ass.  |
| -------- | -------- | ---------- | ---------- | -------- | -------- | -------- | -------- |
| 2013     | CSU      | FBS Div. I | MW         | Redshirt | Redshirt | Redshirt | Redshirt |
| 2014     | CSU      | FBS Div. I | MW         | 12       | 2        | 1        | 1        |
| 2015     | CSU      | FBS Div. I | MW         | 13       | 2        | 2        | 0        |
| 2016     | CSU      | FBS Div. I | MW         | 12       | 0        | 0        | 0        |
| 2017     | CSU      | FBS Div. I | MW         | 12       | 2        | 0        | 2        |
| Totale   | Totale   | Totale     | Totale     | 49       | 6        | 3        | 3        |

Fonte: Football Database
In grassetto i record personali in carriera

## Carriera professionistica

### Baltimore Raverns
Sieg non fu selezionato nel Draft NFL 2018 e il 28 aprile 2018 firmò da undrafted free agent con i Baltimore Ravens un contratto triennale da 1,7 milioni di dollari. Sieg fu svincolato dai Ravens prima dell'inizio della stagione.

### Oakland/Las Vegas Raiders
Il 12 settembre 2018 Sieg firmò con gli Oakland Raiders un contratto annuale da 480,000 dollari per sostituire l'infortunato long snapper Andrew DePaola.

#### Stagione 2018
Sieg dal suo arrivo in squadra, alla settimana 2, disputó tutte le restanti partite stagionali collezionando 15 presenze.

#### Stagione 2019
Il 20 marzo 2019 Sieg, come exclusive-right free agents, prolungò di un anno il contratto coi Raiders a 660.000 dollari. Sieg scese in campo in tutte le 16 partite disputate dai Raiders nella loro ultima stagione ad Oakland.

#### Stagione 2020
Il 20 marzo 2020 Sieg firmò un nuovo rinnovo contrattuale annuale con i Raiders. Anche nella prima stagione della squadra a Las Vegas Sieg giocò in tutte le partite.

#### Stagione 2021
Il 27 marzo 2021 Sieg firmò un nuovo contratto triennale con i Raiders del valore complessivo di 3,4 milioni di dollari, di cui 537.500 dollari garantiti. Il 29 novembre 2021 Sieg fu posto nella lista riserve/COVID-19, saltando la gara di settimana 13 contro il Washington Football Team, la prima partita dei Raiders in cui Sieg non scese in campo dal suo arrivo in squadra. Sieg tornò disponibile dal 9 dicembre 2021.

#### Stagione 2022
Sieg giocò tutte le 17 partite disputate dai Raiders in stagione.
Il 19 marzo 2023 Sieg fu svincolato dai Raiders.

### Dallas Cowboys
Il 22 marzo 2023 Sieg firmò da free agent un contratto annuale con i Dallas Cowboys.

#### Stagione 2023
Il 30 agosto 2023 rientrò nel roster attivo per la stagione. Giocò tutte le 17 partite della stagione titolare e la gara dei play-off.

#### Stagione 2024
Il 12 marzo 2024 Sieg rinnovó per un altro anno con i Cowboys. Prese parte a tutte le 17 gare stagionali disputate dalla squadra di Dallas.

#### Stagione 2025
Il 10 marzo 2025 Sieg firmò per un'altra stagione con i Cowboys.

## Statistiche

### Stagione regolare
| Stagione | Stagione | Stagione | Difesa  | Difesa  | Difesa  |
| Anno     | Squadra  | P        | T. tot. | T. sol. | T. ass. |
| -------- | -------- | -------- | ------- | ------- | ------- |
| 2018     | OAK      | 15       | 0       | 0       | 0       |
| 2019     | OAK      | 16       | 2       | 1       | 1       |
| 2020     | LV       | 16       | 0       | 0       | 0       |
| 2021     | LV       | 16       | 1       | 1       | 0       |
| 2022     | LV       | 17       | 2       | 2       | 0       |
| 2023     | DAL      | 17       | 2       | 1       | 1       |
| 2024     | DAL      | 17       | 3       | 2       | 1       |
| Totale   | Totale   | 114      | 10      | 7       | 3       |

### Playoff
| Stagione | Stagione | Stagione | Difesa  | Difesa  | Difesa  |
| Anno     | Squadra  | P        | T. tot. | T. sol. | T. ass. |
| -------- | -------- | -------- | ------- | ------- | ------- |
| 2021     | LV       | 1        | 0       | 0       | 0       |
| 2023     | DAL      | 1        | 0       | 0       | 0       |
| Totale   | Totale   | 2        | 0       | 0       | 0       |

Fonte: Football Database
In grassetto i record personali in carriera - statistiche aggiornate alla stagione 2023

## Vita privata
Sieg e sua moglie Carly hanno un figlio, Elijah Russell, nato il 31 maggio 2022.